# Улица Кирова (Яранск)
У́лица и́мени Ки́рова — центральная и одна из старинных улиц уездного города Яранска (Кировская область, Россия).

## История

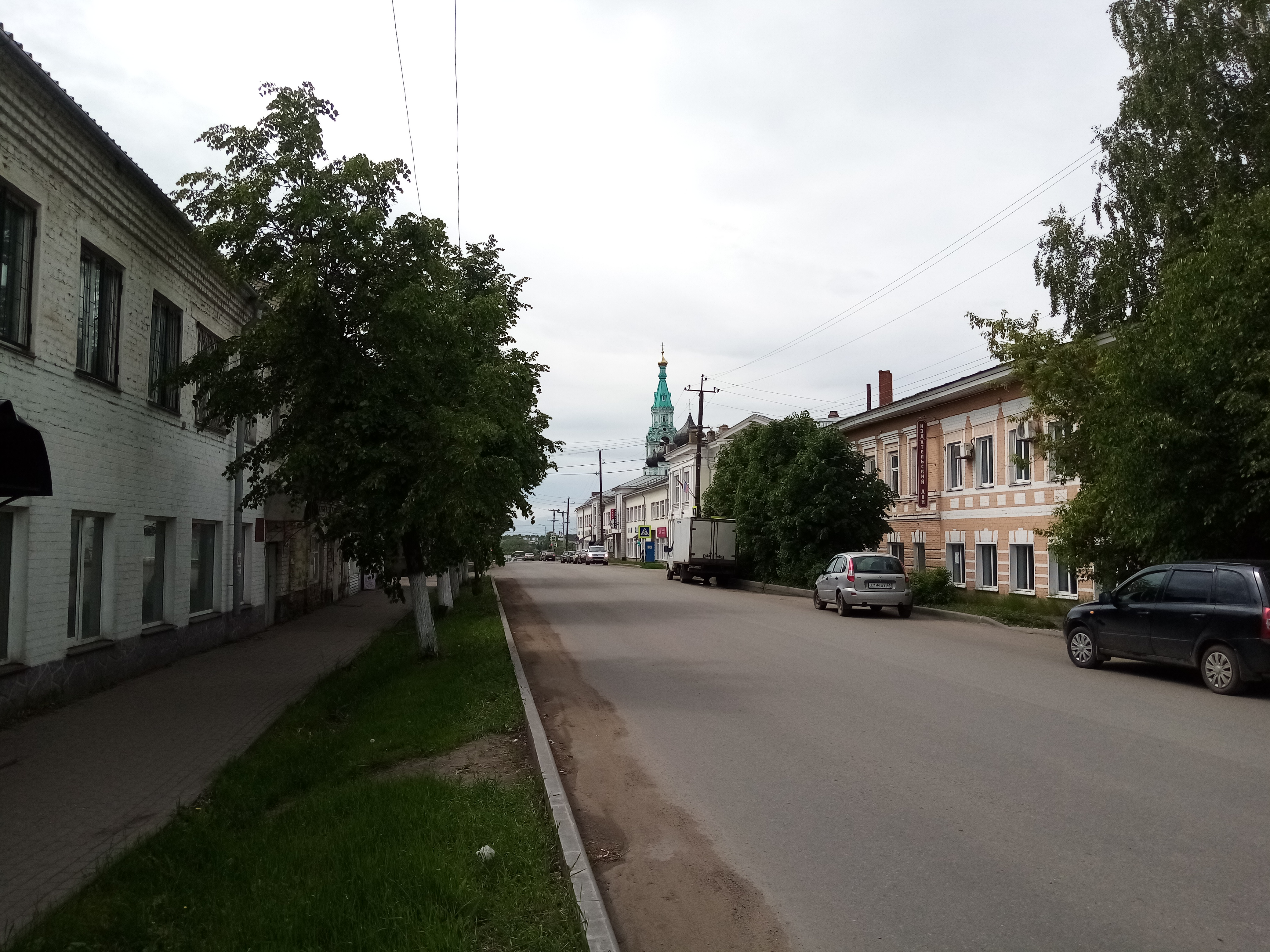
Улица Кирова. Вид на запад

Улица являлась главной и самой древней улицей уездного города Яранска Вятской губернии. Она сложилась ещё в период существования русской крепости Яранск, основанной в 1584 году, и получила своё первоначальное название — Проломная — от проломленных в крепостной стене ворот. Второе историческое название — Троицкая — улица получила от самой первой Троицкой церкви, здание которой было заложено одновременно с крепостью и просуществовало до 1844 года. В 1857 году на том же месте по проекту архитектора К. А. Тона было построено новое здание Троицкой церкви. В середине XIX века восточный конец улицы входил в состав Солдатской слободы.
Улица была и главной транспортной артерией, соединяя крепость с Москвой и Сибирью.
В Советское время была переименована сначала в честь революционера Л. Д. Троцкого, потом в честь коммунистической организации МОПР. Решением Исполкома Яранского городского совета депутатов от 20 июня 1952 года улица названа в честь видного советского государственного деятеля, вятчанина С. М. Кирова. В 1956 году улица была вымощена булыжником, а уже в 1964 году асфальтирована первой в городе.

## Расположение
Нумерация начинается с запада, от места бывшей крепости на берегу реки Ярань, через которую построен мост, за которым начинается улица Революции; улица следует на восток и упирается в лесной массив.
Пересекает следующие улицы:
- Набережная улица
- Улица Карла Маркса
- Улица Свободы
- Улица Ленина
- Улица Труда
- Улица Тургенева
- Улица Некрасова
- Зелёная улица
- Улица Пушкина
- Улица Лермонтова
- Улица Молодой Гвардии
- Советская улица

## Примечательные здания
- № 1-3-5  памятник архитектуры (региональный) — Яранский универмаг
- № 4 — Яранская школа искусств
- № 7 — Редакция газеты «Отечество» и типография (ранее дом купца Родигина)
- № 9  памятник архитектуры (региональный) — Яранский краеведческий музей (раньше Магазин купца Родигина)
- № 11 — Магазин (ранее дом купца Родигина и военкомат)
- № 10  памятник архитектуры (региональный) — Дом Носовых (ныне Администрация района и города)
- № 12  памятник архитектуры (региональный) — Жилая усадьба Крутовских (ныне Яранский районный суд)
- № 18  памятник архитектуры (региональный) — Яранская мужская гимназия (ныне Средняя школа № 2 им. А. Жаркова)